# Houtdorp
Houtdorp is een buurtschap in de gemeente Ermelo, in de Nederlandse provincie Gelderland. Houtdorp ligt iets ten noorden van het dorp Garderen. De buurtschap heeft, inclusief het omringende gebied, 60 inwoners (2004).
Dorpen: Ermelo

Buurtschappen: De Beek · Drie · Horst · Houtdorp · Leuvenum · Nieuw Groevenbeek · Oud Groevenbeek · Speuld · Staverden · Telgt · Tonsel

Gelderland: Steden en dorpen in Gelderland      Nederland: Provincies · Gemeenten